# PDCL2
PDCL2 (англ. Phosducin like 2) – білок, який кодується однойменним геном, розташованим у людей на 4-й хромосомі. Довжина поліпептидного ланцюга білка становить 241 амінокислот, а молекулярна маса — 28 071.
| 10         |  | 20         |  | 30         |  | 40         |  | 50         |
| ---------- |  | ---------- |  | ---------- |  | ---------- |  | ---------- |
| MQDPNEDTEW |  | NDILRDFGIL |  | PPKEESKDEI |  | EEMVLRLQKE |  | AMVKPFEKMT |
| LAQLKEAEDE |  | FDEEDMQAVE |  | TYRKKRLQEW |  | KALKKKQKFG |  | ELREISGNQY |
| VNEVTNAEED |  | VWVIIHLYRS |  | SIPMCLLVNQ |  | HLSLLARKFP |  | ETKFVKAIVN |
| SCIQHYHDNC |  | LPTIFVYKNG |  | QIEAKFIGII |  | ECGGINLKLE |  | ELEWKLAEVG |
| AIQTDLEENP |  | RKDMVDMMVS |  | SIRNTSIHDD |  | SDSSNSDNDT |  | K          |

A: Аланін

C: Цистеїн

D: Аспарагінова кислота

E: Глутамінова кислота

F: Фенілаланін

G: Гліцин

H: Гістидин

I: Ізолейцин

K: Лізин

L: Лейцин

M: Метіонін

N: Аспарагін

P: Пролін

Q: Глутамін

R: Аргінін

S: Серин

T: Треонін

V: Валін

W: Триптофан